# Донатан
Донатан (пол. Donatan), справжнє ім'я Вітольд Марек Чамара (пол. Witold Marek Czamara; нар. 2 вересня 1984, Краків, Польща) — польський музикант, музичний продюсер, звукорежисер. Разом з Клео представляв Польщу на пісенному конкурсі Євробачення 2014 у Копенгагені, Данія, з піснею «My Słowianie».